# Schloss Untermintraching (Unteres Schloss)
Das abgegangene Untere Schloss Mintraching, auch Schlössl oder Landrichterschloss, befand sich in der Hauptstraße 13 bzw. 15 in der oberpfälzischen Gemeinde und Gemarkung Mintraching in Bayern. Die Anlage ist weder als Bau- noch als Bodendenkmal ausgewiesen. Auf der gegenüberliegenden Straßenseite liegt die Pfarrkirche Sankt Mauritius. Nur 300 Meter entfernt war das Obere Schloss Mintraching, ein Edelsitz.

## Geschichte

### Das herzogliche Amt
790 erlaubte Herzog Tassilo eine Schenkung über 6 Mansen in villa Munttrahhinga an das Kloster Niederalteich. Um 1010 übergab Kaiser Heinrich II. dem Stift Niederalteich die Kirche St. Mauritius und einen Hof mit Niedergerichtsbarkeit. Weil auch der bayrische Herzog in Mintraching einen Amthof besaß, war Mintraching in der Folge Sitz eines herzoglichen Hochgerichts, dem Amt Mintraching, und eines Richters der Abtei Niederalteich mit Niedergerichtsrechten. Somit entwickelte sich in Mintraching der seltene Fall zweier gleich großer Amtshöfe, in geistlicher und weltlicher Hand. Wegen seiner günstiger Lage zwischen Regensburg und Straubing im Gäuboden, war Mintraching der ideale Ort für einen Gerichtsbezirk.
Das Amt des herzoglichen Richters bekleidete das Ministerialengeschlecht der Mintrachinger. Diese hatten ihren Sitz auf dem herzoglichen Amtshaus, vermutlich ein leicht befestigter Ansitz. Der Bau einer Burg war den Mintrachingern als Gutsverwaltern und Richtern nicht möglich, da in unmittelbarer Nachbarschaft die Mangoldinger saßen und dies nicht zuließen. Die Mintrachinger starben 1325 unter Popo de Munderching, Domdekan zu Passau, aus. Offiziell wurde der Gerichtssitz nun von Mintraching nach Haidau verlegt. Neuer Name des Amts war Landgericht Haidau, der Name Amt Mintraching existierte aber weiter für die Besitzungen des herzoglichen Amthofes. Trotzdem blieb Mintraching Sitz des Richters und Pflegers, dessen Amt nun die Haidauer ausübten. So steht in den Gerichtsurkunden stets geschrieben „Richter ze Haidaw sizend ze Munderching“.

### Das herzogliche Schloss
Im 16. Jahrhundert wurde aus den Steinen des veralteten Amtshauses ein neues Schloss erbaut, das nun als Gerichtsstätte genutzt wurde. Das herzogliche Gut wurde weitgehend separat von den Richtern verwaltet. Im Schloss wurden schließlich auch die Gerichtsschreiberei des Gerichts Haidau einquartiert. Im Schlosshof des Schloss befand sich eine Gerichtsschranne, hier wurden die Verurteilten gerichtet.
Im Dreißigjährigen Krieg brannte das Schloss 1634 ab. Auch die benachbarte Burg Haidau wurde zerstört und der Gerichtssitz in das Schloss Pfatter verlegt. Nach dem Dreißigjährigen Krieg wurde das Schloss wieder aufgebaut. Mintraching teilte sich nun mit Pfatter den Gerichtssitz. Auf einer Ortsansicht von 1699 war das Schloss noch vollständig erhalten, während es im 18. Jahrhundert zunehmend verfiel und schließlich nach der Auflösung des Gerichts Haidau-Pfatter im Jahre 1803 für 750 fl. auf Abbruch verkauft wurde. Auf der Uraufnahme von Bayern fanden sich bereits kaum mehr Reste des Schlosses.

## Unteres Schloss Mintraching einst und jetzt
Von dem einstigen Schloss haben sich heute, bis auf einen Keller, keine Reste erhalten. Ein Antrag zur Einstufung des ehemaligen Schlossbereichs als Bodendenkmal läuft. Von der 2-Flügelanlage mit dreigeschossigem, gewalmten Haupthaus mit drei Ecktürmen und zweigeschossigem, ebenfalls gewalmten Anbau, sind lediglich untertägige Befunde zu vermerken. Letzte Reste sind im denkmalgeschützten Gasthaus Dorfschänke zu vermuten, das im Volksmund auch Schlössl genannt wird.